# Ortopraxi
Ortopraxi är ett begrepp inom religionsvetenskapen med ursprung i grekiskans ὀρθοπραξία (orthopraxia), betydande "rätt handling". Detta innebär i nu aktuell innebörd en betoning på uppförande, både i etisk och liturgisk mening, snarare än tro eller nåd.
Ortopraxi ska inte förväxlas med ortodoxi som betonar rätt tro eller ritualism, användandet av ritualer.